# Francesco Bagnaia
Francesco Bagnaia, dit Pecco Bagnaia, né le 14 janvier 1997 à Turin, est un pilote de vitesse moto italien, champion du monde Moto2 en 2018 avec l'équipe Sky Racing Team VR46, et double champion du monde MotoGP en 2022 et 2023 avec l’équipe Ducati Lenovo Team.
Il rejoint l'année suivante l'écurie Pramac. Après un passage réussi chez l'écurie satellite, il rejoint l'écurie Ducati aux côtés de l'Australien Jack Miller pour la saison 2021. Lors de la saison 2022, Pecco Bagnaia décroche son premier titre en MotoGP avec Ducati. À la suite d'une bataille acharnée avec Jorge Martin, Francesco Bagnaia conserve son titre de champion du monde en 2023. Cependant il perd son titre de champion du monde en 2024 face à Jorge Martin. En 2025, il continue avec les rouges de Ducati aux côtés de Marc Marquez.

## Biographie

### Débuts
En 2012, il termine troisième du championnat d'Espagne de vitesse Moto3.

### 2013-2016: Moto3
Il participe au championnat du monde Moto3 pour le Sky Racing Team by VR46 de Valentino Rossi en 2014 après une pige dans le Team Italia. En 2015 et 2016, il pilote au sein de l'équipe Mahindra Mapfre. Le 26 juin 2016, il gagne son premier Grand Prix aux Pays-Bas, sur le circuit d'Assen à la suite d'une magnifique bataille avec ses compères italiens et le jeune Français Jules Danilo[réf. nécessaire].

### Carrière Moto2

#### 2017: Rookie de l'année
Il rejoint en 2017 la catégorie Moto2 au guidon d'une Kalex avec laquelle il termine 5e au championnat du monde. En 2018, il devient champion du monde Moto2 avec huit victoires, loin devant son dauphin, avant de s'engager en MotoGP chez Ducati Pramac.

#### 2018: Champion Moto2
Bagnaia remporte huit épreuves durant la saison. En novembre, lors de l'avant-dernière manche de l'année disputée en Malaisie, il obtient la troisième place du Grand Prix, ce qui lui permet d'avoir suffisamment d'avance sur son plus proche concurrent au championnat du monde, Miguel Oliveira et donc d'être titré.

### Carrière MotoGP

#### 2019-2020: Début en MotoGP avec Pramac Racing

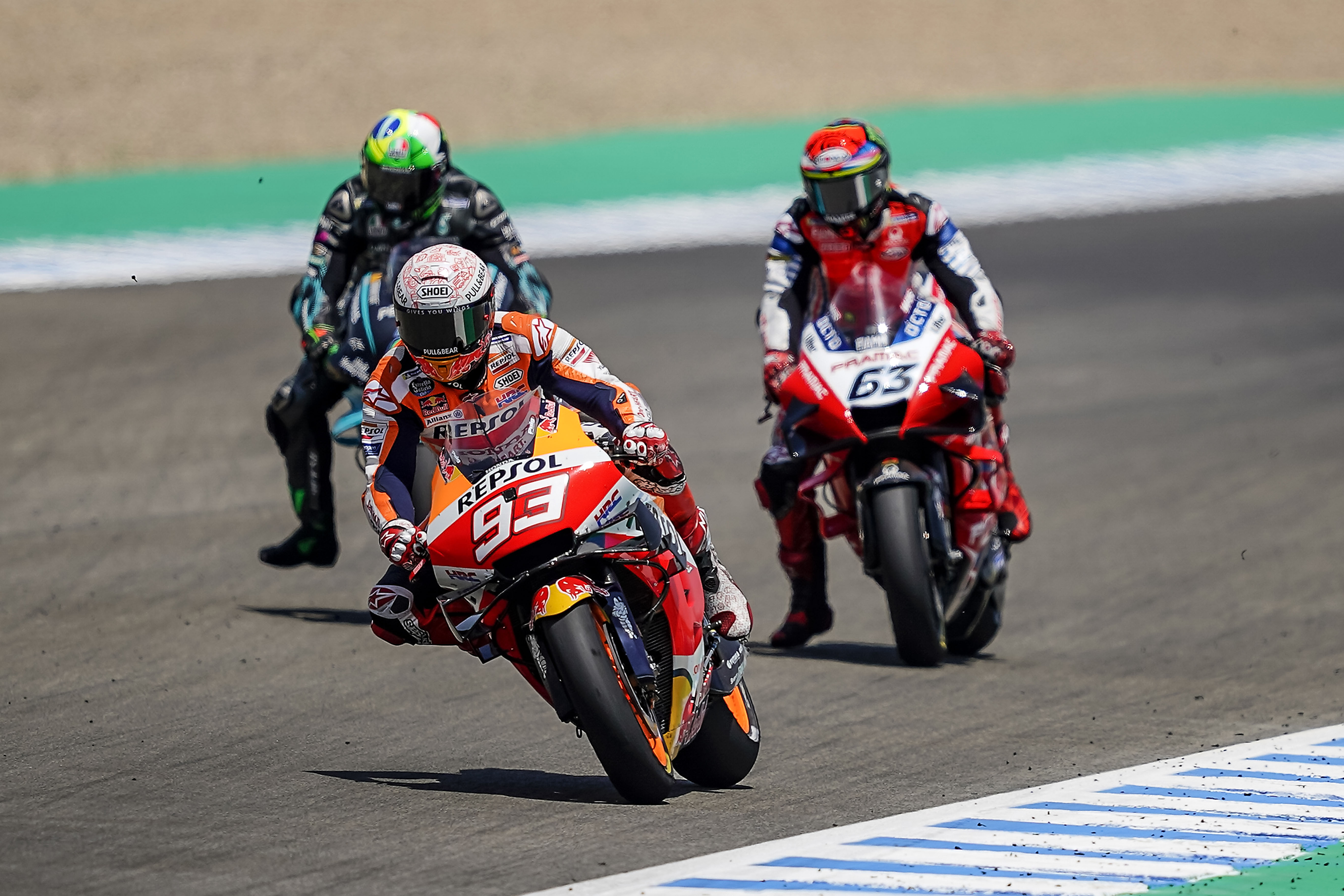
Francesco Bagnaia derrière Marc Márquez et Franco Morbidelli au Grand Prix d'Espagne en 2020.

Pour la saison 2019, il intègre le team Ducati Pramac qui engage deux motos dans le championnat MotoGP. Jack Miller est son coéquipier. L'écurie conserve les deux pilotes pour l'année suivante.
Le 13 septembre 2020, il monte sur son premier podium en MotoGP sur le circuit de Misano en terminant deuxième derrière Franco Morbidelli. Une semaine plus tard, toujours sur le même circuit, alors que Pecco était en tête, il chute à cinq tours laissant Maverick Vinales remporter le Grand Prix. Le 30 septembre, Ducati annonce que Bagnaia sera pilote officiel pour la saison suivante.

#### 2021: Transfert dans le Team Ducati et Vice-champion du monde
Le 12 septembre 2021, il remporte le Grand Prix d'Aragon, sa première victoire en MotoGP.

#### 2022:  Champion du monde
Au Grand Prix de Valence, Bagnaia remportera ensuite son premier titre de champion du monde dans la catégorie reine et entrera dans l'histoire en complétant la plus grande révision de points (avec 91 points de retard) pour un vainqueur du championnat de l'histoire. 
C'était aussi la première pour un pilote Ducati en 15 ans et la première pour un pilote italien depuis Valentino Rossi en 2009.

#### 2023
Bagnaia remporte son deuxième titre de champion du monde en s'imposant au Grand Prix moto de la Communauté valencienne 2023 tandis que son rival Jorge Martín a chuté. Il succède donc à Marc Marquez comme dernier pilote à avoir remporté deux titres d'affilée en MotoGP.

#### 2024
En mars 2024, Ducati Corse annonce l'extension du contrat de Francesco Bagnaia jusqu'en fin d'année 2026.

## Résultats

### Par saison
(Mise à jour après le Grand Prix moto solidaire de Barcelone 2024)
| Année | Catégorie | Moto      | Courses | Victoires | Podiums | Poles | MT | Points | Position |
| ----- | --------- | --------- | ------- | --------- | ------- | ----- | -- | ------ | -------- |
| 2013  | Moto3     | FTR Honda | 17      | 0         | 0       | 0     | 0  | 0      | NC       |
| 2014  | Moto3     | KTM       | 16      | 0         | 0       | 0     | 1  | 50     | 16e      |
| 2015  | Moto3     | Mahindra  | 18      | 0         | 1       | 0     | 1  | 76     | 14e      |
| 2016  | Moto3     | Mahindra  | 18      | 2         | 6       | 1     | 0  | 145    | 4e       |
| 2017  | Moto2     | Kalex     | 18      | 0         | 4       | 0     | 0  | 174    | 5e       |
| 2018  | Moto2     | Kalex     | 18      | 8         | 12      | 6     | 3  | 306    | 1er      |
| 2019  | MotoGP    | Ducati    | 18      | 0         | 0       | 0     | 0  | 54     | 15e      |
| 2020  | MotoGP    | Ducati    | 11      | 0         | 1       | 0     | 2  | 47     | 16e      |
| 2021  | MotoGP    | Ducati    | 18      | 4         | 10      | 6     | 4  | 251    | 2e       |
| 2022  | MotoGP    | Ducati    | 20      | 7         | 10      | 5     | 3  | 264    | 1er      |
| 2023  | MotoGP    | Ducati    | 20      | 7         | 15      | 7     | 3  | 467    | 1er      |
| 2024  | MotoGP    | Ducati    | 20      | 11        | 16      | 6     | 6  | 498    | 2e       |
| Total |           |           | 211     | 39        | 74      | 31    | 23 | 2334   |          |

*Saison en cours.

### Par catégorie
(Mise à jour après le Grand Prix moto solidaire de Barcelone 2024)
| Catégorie | Année       | 1er GP   | 1er Podium | 1re Victoire | Courses | Victoires | Podiums | Poles | MT | Points | Titres |
| --------- | ----------- | -------- | ---------- | ------------ | ------- | --------- | ------- | ----- | -- | ------ | ------ |
| Moto3     | 2013 - 2016 | QAT 2013 | FRA 2015   | NED 2016     | 69      | 2         | 7       | 1     | 2  | 271    | 0      |
| Moto2     | 2017 - 2018 | QAT 2017 | ESP 2017   | QAT 2018     | 36      | 8         | 16      | 6     | 3  | 480    | 1      |
| MotoGP    | 2019 -      | QAT 2019 | RSM 2020   | ARA 2021     | 106     | 29        | 51      | 24    | 18 | 1583   | 2      |
| Total     | 2013 -      |          |            |              | 211     | 39        | 74      | 31    | 23 | 2334   | 3      |

### Par course
| Sais  | Cat    | Moto      | 1       | 2        | 3        | 4       | 5        | 6       | 7       | 8       | 9       | 10      | 11       | 12       | 13       | 14       | 15      | 16      | 17      | 18      | 19      | 20     | 21  | 22  | Clas | Pts |
| ----- | ------ | --------- | ------- | -------- | -------- | ------- | -------- | ------- | ------- | ------- | ------- | ------- | -------- | -------- | -------- | -------- | ------- | ------- | ------- | ------- | ------- | ------ | --- | --- | ---- | --- |
| 2013  | Moto3  | FTR Honda | QAT 23  | AME 22   | SPA 26   | FRA 20  | ITA 24   | CAT 17  | NED 26  | GER 30  | IND Ab. | CZE 28  | GBR Ab.  | RSM Ab.  | ARA 17   | MAL 16   | AUS Ret | JPN 20  | VAL Ab. |         |         |        |     |     | NC   | 0   |
| 2014  | Moto3  | KTM       | QAT 10  | AME 7    | ARG Ab.  | SPA 8   | FRA 4    | ITA Ab. | CAT 10  | NED DNS | GER DNS | IND Ab. | CZE 17   | GBR 21   | RSM Ab.  | ARA 24   | JPN 13  | AUS 11  | MAL Ab. | VAL 16  |         |        |     |     | 16e  | 50  |
| 2015  | Moto3  | Mahindra  | QAT 9   | AME Ab.  | ARG 11   | SPA 7   | FRA 3    | ITA 4   | CAT 20  | NED 11  | GER Ab. | IND Ab. | CZE 12   | GBR Ab.  | RSM 8    | ARA 11   | JAP 15  | AUS Ab. | MAL 17  | VAL 13  |         |        |     |     | 14e  | 76  |
| 2016  | Moto3  | Mahindra  | QAT 3   | ARG 23   | AME 14   | SPA 3   | FRA 12   | ITA 3   | CAT Ab. | NED 1   | GER 10  | AUT 11  | CZE Ab.  | GBR 2    | RSM 21   | ARA 16   | JAP 6   | AUS Ab. | MAL 1   | VAL Ab. |         |        |     |     | 4e   | 145 |
| 2017  | Moto2  | Kalex     | QAT 12  | ARG 7    | AME 16   | SPA 2   | FRA 2    | ITA 22  | CAT 13  | NED 10  | GER 3   | CZE 7   | AUT 4    | GBR 5    | RSM 3    | ARA 10   | JAP 4   | AUS 12  | MAL 5   | VAL 4   |         |        |     |     | 5e   | 174 |
| 2018  | Moto2  | Kalex     | QAT 1   | ARG 9    | AME 1    | SPA 3   | FRA 1    | ITA 4   | CAT 8   | NED 1   | GER 12  | CZE 3   | AUT 1    | GBR C    | RSM 1    | ARA 2    | THA 1   | JAP 1   | AUS 12  | MAL 3   | VAL 14  |        |     |     | 1er  | 306 |
| 2019  | MotoGP | Ducati    | QAT Ab. | ARG 14   | AME 9    | SPA Ab. | FRA Ab.  | ITA Ab. | CAT Ab. | NED 14  | GER 17  | CZE 12  | AUT 7    | GBR 11   | RSM Ab.  | ARA 16   | THA 11  | JAP 13  | AUS 4   | MAL 12  | VAL DNS |        |     |     | 15e  | 54  |
| 2020  | MotoGP | Ducati    | SPA 7   | ANC Ab.  | CZE DNS  | AUT DNS | STY DNS  | RSM 2   | EMR Ab. | CAT 6   | FRA 13  | ARA Ab. | TER Ab.  | EUR Ab.  | VAL 11   | POR Ab.  |         |         |         |         |         |        |     |     | 16e  | 47  |
| 2021  | MotoGP | Ducati    | QAT 3   | DOA 6    | POR 2    | SPA 2   | FRA 4    | ITA Ab. | CAT 7   | GER 5   | NED 6   | STY 11  | AUT 2    | GBR 15   | ARA 1    | RSM 1    | AME 3   | EMR Ab. | ALR 1   | VAL 1   |         |        |     |     | 2e   | 251 |
| 2022  | MotoGP | Ducati    | QAT Ab. | INA 15   | ARG 5    | AME 5   | POR 8    | SPA 1   | FRA Ab. | ITA 1   | CAT Ab. | GER Ab. | NED 1    | GBR 1    | AUT 1    | RSM 1    | ARA 2   | JAP Ab. | THA 3   | AUS 3   | MAL 1   | VAL 10 |     |     | 1er  | 264 |
| 2023  | MotoGP | Ducati    | POR 1   | ARG 166  | AME Ab.1 | ESP 12  | FRA Ab.3 | ITA 1   | ALL 2   | NED 12  | GBR 2   | AUT 1   | CAT DNS2 | RSM 3    | IND Ab.2 | JPN 23   | IND 18  | AUS 2   | THA 27  | MAL 3   | QAT 25  | VAL 15 |     |     | 1er  | 467 |
| 2024  | MotoGP | Ducati    | QAT 14  | POR Ret4 | AME 58   | SPA 1   | FRA 3    | CAT 1   | ITA 1   | NED 1   | GER 13  | GBR 3   | AUT 1    | ARA Ret9 | RSM 2    | EMI Ret1 | INA 31  | JPN 1   | AUS 34  | THA 13  | MAL 1   | SOL 1  |     |     | 2e   | 498 |
| 2025* | MotoGP | Ducati    | THA 3   | ARG 43   | AME 13   | QAT     | ESP      | FRA     | GBR     | ARA     | ITA     | NED     | ALL      | TCH      | AUT      | HON      | CAT     | RSM     | JPN     | IND     | AUS     | MAL    | POR | VAL | 3e*  | 75* |

*Saison en cours

## Palmarès

### Victoires en Moto3: 2
| Année | Lieu du Grand Prix           | Circuit                         | Ville  |
| ----- | ---------------------------- | ------------------------------- | ------ |
| 2016  | Grand Prix moto des Pays-Bas | TT Circuit Assen                | Assen  |
| 2016  | Grand Prix moto de Malaisie  | Circuit international de Sepang | Sepang |

### Victoires en Moto2: 8
| Année | Lieu du Grand Prix             | Circuit                         | Ville           |
| ----- | ------------------------------ | ------------------------------- | --------------- |
| 2018  | Grand Prix moto du Qatar       | Circuit international de Losail | Doha            |
| 2018  | Grand Prix moto des Amériques  | Circuit des Amériques           | Comté de Travis |
| 2018  | Grand Prix moto de France      | Circuit Bugatti                 | Le Mans         |
| 2018  | Grand Prix moto des Pays-Bas   | TT Circuit Assen                | Assen           |
| 2018  | Grand Prix moto d'Autriche     | Circuit de Spielberg            | Spielberg       |
| 2018  | Grand Prix moto de Saint-Marin | Circuit Marco Simoncelli        | Misano          |
| 2018  | Grand Prix moto de Thaïlande   | Chang International Circuit     | Buriram         |
| 2018  | Grand Prix moto du Japon       | Circuit de Motegi               | Motegi          |

### Victoires en MotoGP: 29
| Année | Lieu du Grand Prix                           | Circuit                            | Ville                |
| ----- | -------------------------------------------- | ---------------------------------- | -------------------- |
| 2021  | Grand Prix moto d'Aragon                     | Circuit Motorland Aragon           | Alcañiz              |
| 2021  | Grand Prix moto de Saint-Marin               | Circuit Marco Simoncelli           | Misano               |
| 2021  | Grand Prix moto d'Algarve                    | Autódromo Internacional do Algarve | Portimão             |
| 2021  | Grand Prix moto de la Communauté valencienne | Circuit de Valence                 | Valence              |
| 2022  | Grand Prix moto d'Espagne                    | Circuit de Jerez                   | Jerez de la Frontera |
| 2022  | Grand Prix moto d'Italie                     | Circuit du Mugello                 | Mugello              |
| 2022  | Grand Prix moto des Pays-Bas                 | TT Circuit Assen                   | Assen                |
| 2022  | Grand Prix moto de Grande-Bretagne           | Circuit de Silverstone             | Silverstone          |
| 2022  | Grand Prix moto d'Autriche                   | Circuit de Spielberg               | Spielberg            |
| 2022  | Grand Prix moto de Saint-Marin               | Circuit Marco Simoncelli           | Misano               |
| 2022  | Grand Prix moto de Malaisie                  | Circuit international de Sepang    | Sepang               |
| 2023  | Grand Prix moto du Portugal                  | Autódromo Internacional do Algarve | Portimão             |
| 2023  | Grand Prix moto d'Espagne                    | Circuit de Jerez                   | Jerez de la Frontera |
| 2023  | Grand Prix moto d'Italie                     | Circuit du Mugello                 | Mugello              |
| 2023  | Grand Prix moto des Pays-Bas                 | TT Circuit Assen                   | Assen                |
| 2023  | Grand Prix moto d'Autriche                   | Circuit de Spielberg               | Spielberg            |
| 2023  | Grand Prix moto d'Indonésie                  | Circuit de Mandalika               | Lombok               |
| 2023  | Grand Prix moto de la Communauté valencienne | Circuit de Valence                 | Valence              |
| 2024  | Grand Prix moto du Qatar                     | Circuit international de Losail    | Lusail               |
| 2024  | Grand Prix moto d'Espagne                    | Circuit de Jerez                   | Jerez de la Frontera |
| 2024  | Grand Prix moto de Catalogne                 | Circuit de Barcelone               | Montmeló             |
| 2024  | Grand Prix moto d'Italie                     | Circuit du Mugello                 | Mugello              |
| 2024  | Grand Prix moto des Pays-Bas                 | TT Circuit Assen                   | Assen                |
| 2024  | Grand Prix moto d'Allemagne                  | Sachsenring                        | Hohenstein-Ernstthal |
| 2024  | Grand Prix moto d'Autriche                   | Circuit de Spielberg               | Spielberg            |
| 2024  | Grand Prix moto du Japon                     | Circuit de Motegi                  | Motegi               |
| 2024  | Grand Prix moto de Thaïlande                 | Circuit international de Buriram   | Buriram              |
| 2024  | Grand Prix moto de Malaisie                  | Circuit international de Sepang    | Sepang               |
| 2024  | Grand Prix moto de Barcelone                 | Circuit de Barcelone               | Montmeló             |